# World-Café

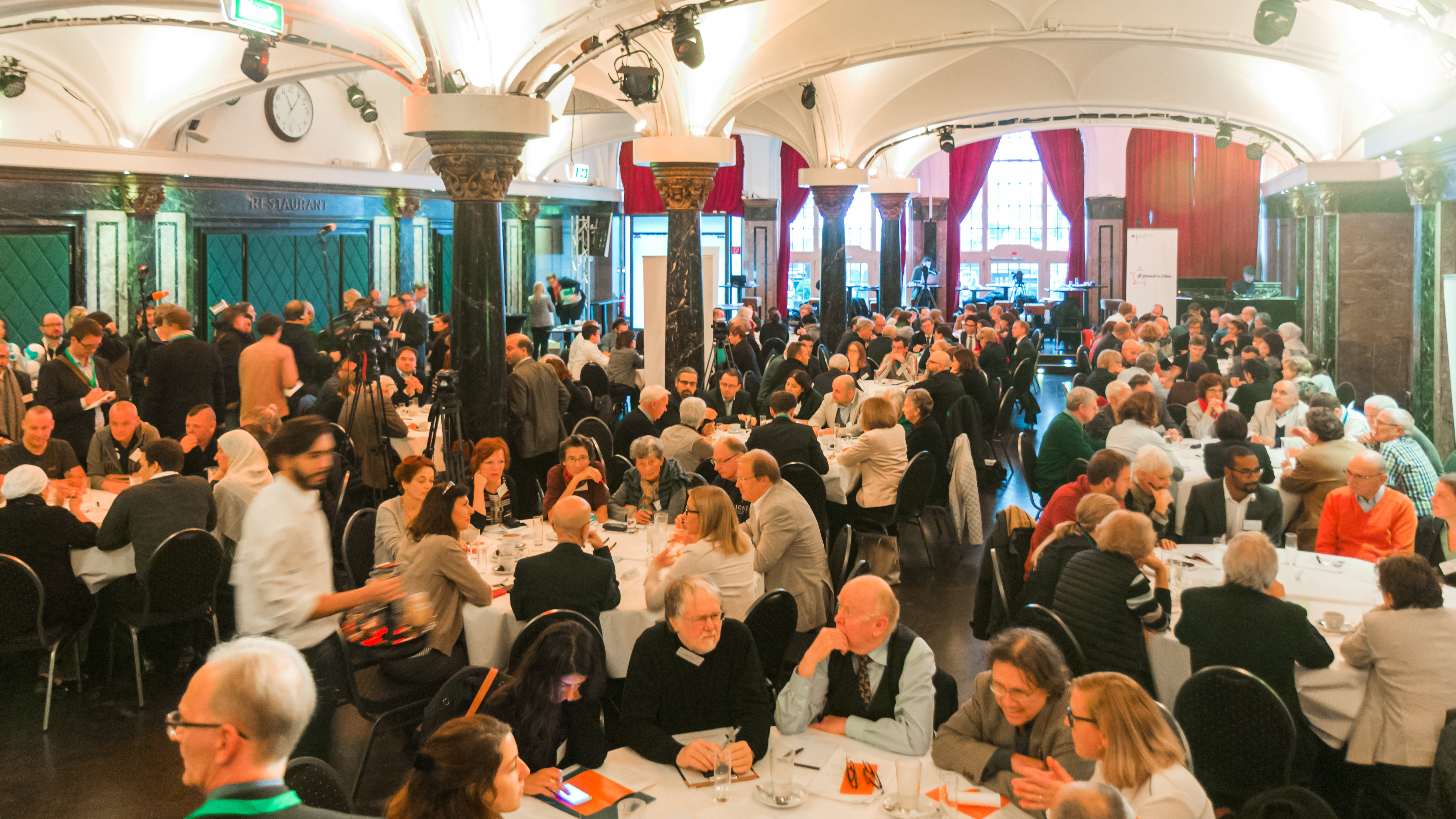
World-Café zum Thema „Wie gelingt Integration? Wie hält eine Gesellschaft zusammen?“, u. a. mit Minister Thomas de Maizière, 2016, Köln

Das World-Café – entwickelt von den US-amerikanischen Unternehmensberatern Juanita Brown und David Isaacs seit 1995 – ist eine Workshop-Methode. Sie eignet sich für Gruppengrößen ab zwölf und für bis zu 2000 Teilnehmern (Großgruppenmoderation).

## Sinn der Methode
Mit einem World-Café eröffnen die Einladenden den Gästen mit relativ geringem Aufwand und wenig professioneller Anleitung einen sicheren Raum, in dem sie die verschiedenen Sichtweisen auf ein Thema  und verschiedene Herangehensweisen dazu voneinander kennenlernen, Muster entdecken und Ziele und Zusammenhänge erkennen, neue Umgangsformen kennenlernen, kooperativ werden, genau hinhören, hinterfragen, konstruktiv diskutieren und so gemeinsam Probleme lösen können.
Auch sind die Einladenden bemüht, den Gästen zu ermöglichen, über das Treffen hinaus kooperativ zu bleiben.
Zu Themen, die für die Teilnehmer relevant sind, wird mit passenden Fragen versucht, die Menschen in ein konstruktives Gespräch zu bringen.
Es geht darum, dass möglichst alle Beteiligten zu Wort kommen und dass sie gemeinsame Ziele und Strategien finden, wodurch ihre Bereitschaft zur Mitwirkung an entsprechenden Veränderungsprozessen geweckt wird.
World-Café unterstützt Gruppen ebenfalls bei gemeinsamer Planung, fördert so Selbstentwicklung, Selbststeuerung und Selbstorganisation der Gäste und macht den Leistungsvorteil der Gruppe sichtbar und die Stärke der Gruppe erlebbar.

## Ablauf
Ein World-Café dauert etwa 45 Minuten bis drei Stunden. Die Teilnehmer stehen oder sitzen im Raum verteilt an kleinen Tischen mit idealerweise vier, maximal fünf Personen. Die Tische sind mit bunten Tischdecken, Blumen, beschreibbaren Papier-Platzmatten und Stiften bzw. Markern ausgestattet.
Durch die bunten Tischdecken (z. B. mit rot-weißem Schachbrettmuster) und die Blumen soll ein Café-Gefühl hervorgerufen werden, daher sollte auch Verpflegung, zumindest Kaffee, Tee und Wasser frei verfügbar sein. Ein Moderator führt in die Arbeitsweise ein, erläutert den Ablauf und weist auf die Verhaltensregeln, die World-Café-Etikette, hin. Sofern mit Gastgebern an den Tischen gearbeitet wird, sorgen diese für die inhaltliche Verknüpfung der Erkenntnisse aus den unterschiedlichen Diskussionsrunden.
Im Verlauf werden die gleichen oder verschiedene Fragen in aufeinander folgenden Gesprächsrunden von 15 bis 30 Minuten an allen Tischen gleichzeitig bearbeitet. Zwischen den Gesprächsrunden mischen sich die Gruppen neu, ggf. bleibt je ein Gastgeber an jedem Tisch zurück. Sie begrüßen neue Gäste, resümieren kurz das vorhergehende Gespräch und bringen den Diskurs erneut in Gang. Das World-Café schließt mit einer gemeinsamen Reflexionsphase ab.

## Entwicklung der Fragestellungen
Die richtigen Fragen sind wesentlicher Erfolgsfaktor für ein World-Café. Deshalb wird der Entwicklung dieser Fragen in der Planungsgruppe – gebildet aus einem repräsentativen Querschnitt der zu erwartenden Teilnehmer – besondere Aufmerksamkeit gewidmet. Die Fragen sollen Interesse wecken. Sie sind einfach formuliert, offen gestellt, haben einladenden Charakter und sollen auf den Dialog neugierig machen.
In der Praxis bauen die Fragen inhaltlich und dramaturgisch oftmals aufeinander auf. Bei der Entwicklung von Handlungsplänen und Strategien hat sich beispielsweise folgende Fragedramaturgie bewährt:
- Die erste Frage hat öffnenden/sammelnden bzw. analytischen Charakter, um alle Informationen und Ideen zu einem Themenfeld zusammentragen,
- die zweite Frage ist dann eher engführend und handlungsorientiert gestellt, z. B. „Was müssten wir heute beschließen, um xy zu erreichen?“

## Auswertung der Ergebnisse

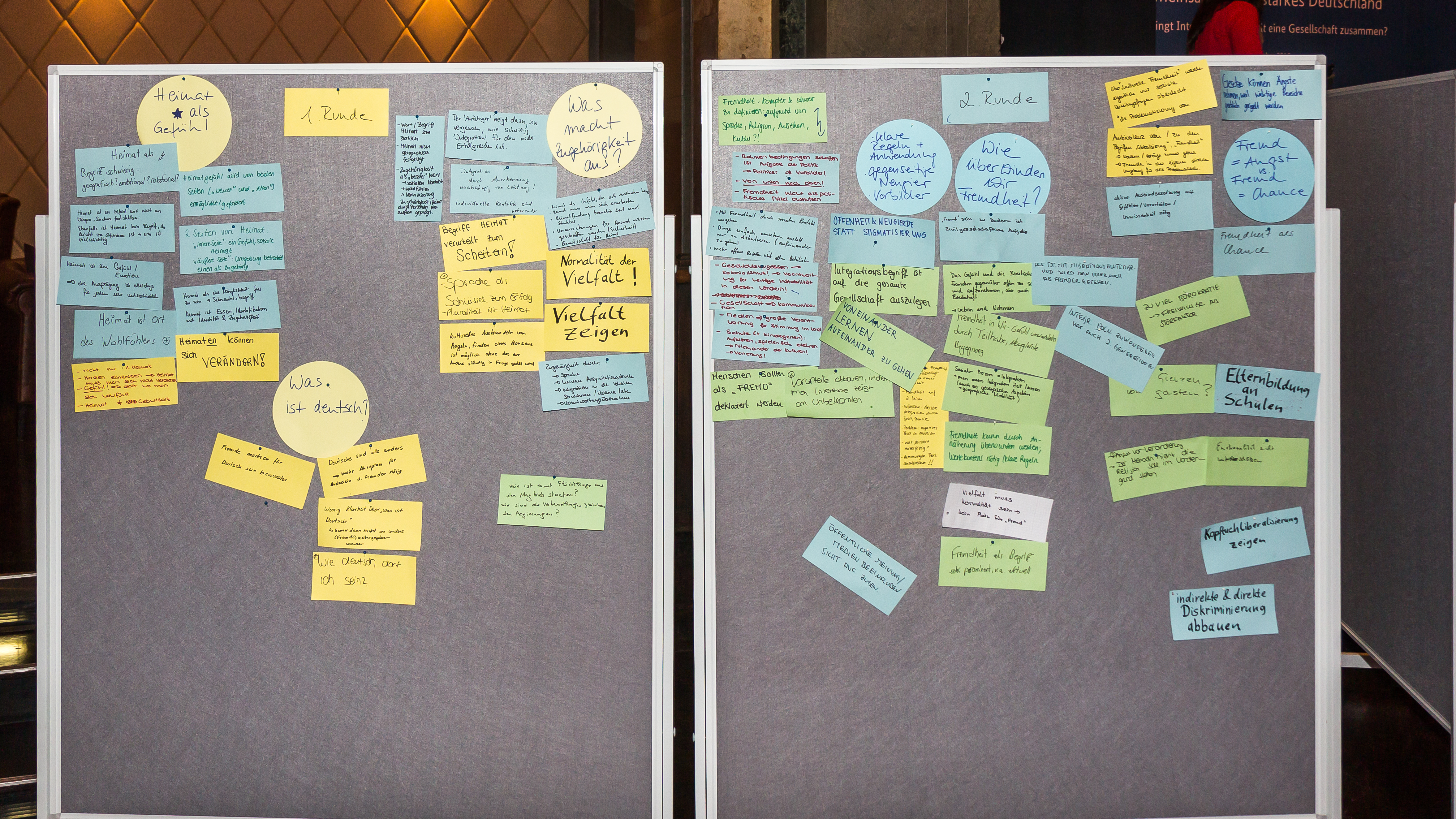
Pinnwände mit Stichworten nach einem World-Café

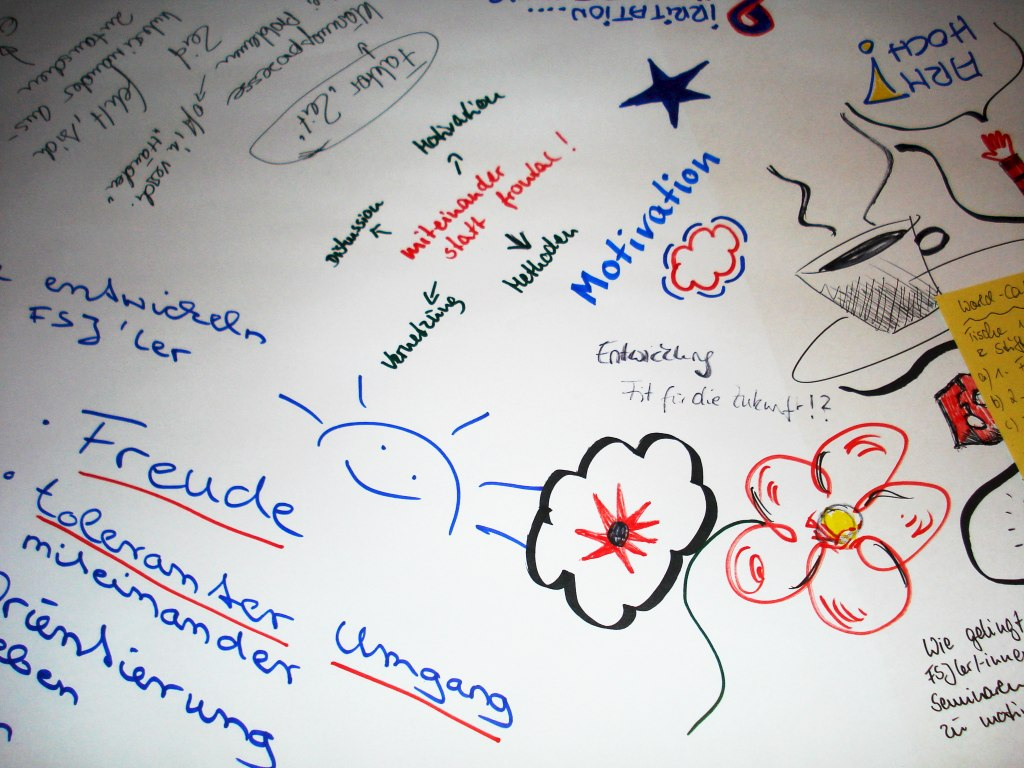
„Papiertischdecke“ nach Abschluss des World-Café

In den Tischdiskussionen entstehen eine Vielzahl von Ideen, Erkenntnissen und Vorschlägen. Um diese Vielfalt wieder zusammenzuführen, gibt es mehrere bewährte Vorgehensweisen, beispielsweise:
- „Reporter“ der Diskussionstische fassen die wichtigsten Ergebnisse ihres Tisches zum Schluss stichwortartig zusammen
- Aushängen aller Tischdecken in einer „Ergebnisgalerie“ und Priorisierung der wichtigsten Aussagen mit Klebepunkten
- Honoratioren bzw. Vertreter der Einladenden sichten und kommentieren die Ergebnisse
- Tische schreiben in der letzten Diskussionsrunde ihre „Top 3 Handlungsempfehlungen“ (in Bezug auf die zentrale Fragestellung) auf Moderationskarten; anschließendes Gruppieren der Ergebnisse auf einer Pinnwand

## Rolle der Gastgeber an den Tischen
Die Gastgeber, die sich freiwillig melden sollen, haben im World-Café eine besondere Bedeutung. Sie achten darauf, dass eine offene, klare und freundliche Atmosphäre entsteht. Die Gastgeber bleiben in der Standardvariante nur für eine Dialog-Runde an ihrem Tisch und verabschieden in den Übergängen die Gäste, begrüßen die Neuankömmlinge und fassen die Kerngedanken und wichtigsten Erkenntnisse der vorherigen Runde kurz zusammen. Im Verlauf des Gesprächs sorgen sie dafür, dass sich alle Beteiligten kennen und dass wichtige Gedanken, Ideen und Verbindungen von allen auf die Tischdecken geschrieben und gezeichnet werden. Der Gastgeber für die nächste Runde sollte am Ende der aktuellen Runde festgelegt werden.
Die Gastgeber sollten die Tischgespräche nicht moderieren. Eine Moderation ist vor allem dann nicht notwendig, wenn die Fragestellung klar und interessant genug für alle Teilnehmer ist und die Gruppengröße an den Tischen 5–6 Personen nicht übersteigt.

## Einsatzmöglichkeiten
World-Cafés finden in internationalen Konzernen, politischen Organisationen, Gemeinden, Städten, Verbänden etc. statt. Die Methode ist besonders wirkungsvoll bei heterogenen, durchmischten Teilnehmergruppen, die gemeinsam von einem Thema betroffen sind. Sie eignet sich gut, um
- unterschiedliche Sichtweisen zu einem Thema zusammenzuführen,
- innerhalb kurzer Zeit einen Handlungsplan zu entwerfen,
- gemeinsam Strategien zu entwickeln
- Feedback und Resonanz zu bereits erarbeiteten Vorschlägen zu geben und ggf. Verbesserungsvorschläge zu erarbeiten
- im Rahmen von Projektauswertungen oder Erhebung von Zwischenständen

Ein regelmäßiger Nebeneffekt ist die Vernetzung der Teilnehmenden, die durch die interaktiven Diskussionsrunden quasi „nebenbei“ passiert.

## Abgrenzung zum Knowledge-Café
Das hier beschriebene World-Café unterscheidet sich vom damit verwandten Knowledge-Café: Das Knowledge-Café ist ein Instrument des Wissensmanagements. Es ist stark strukturiert durch festgelegte Themen und eine gesetzte Moderation. Die Teilnehmer arbeiten in der Regel alle Themen ab, so dass hier das Lernen und Lehren im Vordergrund steht.

## Einzelbelege
1. ↑  World-Cafè History
2. ↑  World-Cafè Cafe-To-Go
3. ↑  World-Cafè Community
4. ↑  World Cafe Method. In: The World Cafe. 4. Juli 2015, abgerufen am 11. November 2023 (amerikanisches Englisch).
5. ↑  World-Cafè Cafe-To-Go
6. ↑  World-Cafè Cafe-To-Go
7. ↑  World-Cafè Cafe-To-Go